# تاكو دفارات السنغال
تاكو دفارات السنغال هو تحالف سياسي في السنغال بقيادة روبرت ساجنا. في الانتخابات التشريعية في 3 يونيو 2007، فاز التحالف بـ 5.04% من الأصوات الشعبية وحصل على 3 مقاعد من أصل 150 مقعدًا في الجمعية الوطنية.